# Japanische Fußballnationalmannschaft (U-17-Juniorinnen)
Die japanische U-17-Fußballnationalmannschaft der Frauen ist eine japanische Fußballjuniorennationalmannschaft. Sie wird von der Japan Football Association organisiert und vertritt Japan als Auswahlmannschaft in der U-17-Altersklasse. Spielberechtigt sind Spielerinnen, die ihr 17. Lebensjahr noch nicht vollendet haben und die japanische Staatsbürgerschaft besitzen, bei Einladungsturnieren kann hiervon gegebenenfalls abgewichen werden. 
Größter Erfolg der japanischen Juniorinnenauswahl war der Gewinn des Weltmeistertitels bei der U-17-WM-Endrunde 2014, zudem gewann sie viermal den Titel bei der U-17-Asienmeisterschaft.

## Turnierbilanz

### Weltmeisterschaften
| Jahr   | Gastgeber               | Platzierung      |
| ------ | ----------------------- | ---------------- |
| 2008   | Neuseeland              | Viertelfinale    |
| 2010   | Trinidad und Tobago     | Vize-Weltmeister |
| 2012   | Aserbaidschan           | Viertelfinale    |
| 2014   | Costa Rica              | Weltmeister      |
| 2016   | Jordanien               | Vize-Weltmeister |
| 2018   | Uruguay                 | Viertelfinale    |
| 2021 1 | Indien 1                | – 1              |
| 2022   | Indien                  | Viertelfinale    |
| 2024   | Dominikanische Republik | Viertelfinale    |